# Jo Ann Robinson
Jo Ann Robinson (Culloden (bij Georgia), 17 april 1912 - Californië, 1992) was een Amerikaanse vrouw, die vooral bekend geworden van het initiëren van de Montgomery bus boycot, een langdurige boycot van het openbaar vervoer in Montgomery als protest tegen racistische bepalingen die voor zwarten in het openbaar vervoer golden. Kort nadat Rosa Parks was gearresteerd omdat ze weigerde op te staan voor een blanke man organiseerde Robinson samen met de NAACP een eendaagse boycot van het openbaar vervoer. Deze boycot duurde uiteindelijk meer dan een jaar, omdat de stad niet tegemoetkwam aan de eisen. Pas toen de racistische bepalingen door het Hooggerechtshof van de Verenigde Staten als ongrondwettelijk waren bestempeld, werden deze definitief afgeschaft. De boycot bracht het openbaar vervoer van Montgomery aan de rand van de afgrond en betekende een enorme impuls voor de strijd voor gelijke rechten voor zwarte Amerikanen.